# Nawiedzeni
Nawiedzeni (ang. The Haunted Hathaways, 2013–2015) – amerykański serial komediowy stworzony przez Roberta Peacocka i wyprodukowany przez Bugliari/McLaughlin Productions oraz Nickelodeon Productions. Serial kręcony jest w Paramount Studios w Hollywood w stanie Kalifornia.
Światowa premiera serialu miała miejsce 13 lipca 2013 roku na amerykańskim Nickelodeon. Początkowo pierwszy sezon miał mieć oryginalnie 20 odcinków, ale dnia 21 sierpnia 2013 roku, Nickelodeon zamówił jeszcze 6 odcinków i tym samym serial został wydłużony do 26 odcinków. W Polsce premiera serialu zadebiutowała 30 listopada 2013 roku na antenie Nickelodeon Polska.
Dnia 21 października 2013 roku Nickelodeon ogłosił, że serial Nawiedzeni otrzymał zamówienie na drugi sezon liczący 21 odcinki.

## Opis fabuły
Serial przedstawia historię samotnej matki Michelle Hathaway oraz jej dwóch córek – Taylor i Frankie, które przeprowadzają się z Nowego Jorku do Nowego Orleanu; zamieszkując w nawiedzonym domu. Michelle chciałaby otworzyć piekarnię i rozpocząć nowe życie. Taylor chce zostać sportsmenką, natomiast jej młodsza siostra Frankie – ma fioła na punkcie zjawisk paranormalnych. Ich nowymi współlokatorami są duchy Raya Prestona i jego dwóch synów, Milesa i Louie’ego, którzy narzekali ostatnimi czasy na wielką nudę. Obie rodziny postanawiają się dogadać oraz zaprzyjaźnić.

## Bohaterowie

### Pierwszoplanowi
- Michelle Hathaway (Ginifer King) – samotna matka wychowująca dwie córki, Taylor i Frankie. Jest rozwódką. Jest właścicielką kawiarenki. Kiedy pojawił jej się przeciwnik interesowy bzikowała na temat klientów.
- Taylor Hathaway (Amber Montana) – córka Michelle oraz starsza siostra Frankie. Chce zostać uznaną na świecie utalentowaną sportsmenką. Średnio wychodzi jej taniec, ale po 3-godzinnej lekcji Raya nauczyła się mamby. Jest miła i kulturalna oraz nienawidzi przemocy, podobnie jak Miles. Tak jak każda nastolatka lubi rozmawiać przez telefon. Ma dobre kontakty z Rayem, są dobrymi przyjaciółmi.
- Frankie Hathaway (Breanna Yde) – córka Michelle oraz młodsza siostra Taylor. Ma bzika na punkcie zjawisk paranormalnych. Frankie wydaje się bardziej sprytniejsza od siostry i wydaje się, że mają inne charaktery. Ma dobre kontakty z Louiem, są najlepszymi przyjaciółmi, bawią się razem bardzo dobrze. W odcinku „Mostly Ghostly Girl” Frankie staje się pół-duchem.
- Ray Preston (Chico Benymon) – ojciec Milesa i Louie. Uwielbia grać na saksofonie i dobrze tańczyć. Uczy Milesa zachowywać się jak duch i nie podoba mu się, że Louie zawsze kiedy próbuje kogoś przestraszyć zamienia się w limonkę. Ma dobre kontakty z Taylor, są dobrymi przyjaciółmi. Jest raczej pewny siebie i ma trochę podobny charakter do Michelle; żeby nauczyć starszego syna zachowywać się jak duch odważył się do domu przynieść skunksa; jego plan nie wyszedł; Miles uważał skunksa za słodkiego. Jest duchem.
- Miles Preston (Curtis Harris) – starszy syn Raya oraz starszy brat Louie’ego. Jest spokojny i miły, nienawidzi przemocy, jak Taylor. Nie umie zachowywać się jak duch, ponieważ jest zbyt miły i nie umie dobrze straszyć. Jednak dużo lepiej zna się na mocach duchów niż jego brat. Kiedy był niańką Louie’ego i Frankie. Używa przemocy tylko wtedy, kiedy to jest całkowicie konieczne. Jest duchem.
- Louie Preston (Benjamin Flores Jr.) – syn Raya oraz młodszy brat Milesa. Kiedy próbuje straszyć zamienia się w limonkę. Jest bardziej rozbrykany od brata. Nie zna się tak dobrze jak on na mocach duchów, dlatego żarty, które planuje z Frankie dla Milesa często nie wychodzą; fakt jest raczej odwrotny. Jest duchem. Najlepszy przyjaciel Frankie i to przez niego stała się ona duchem.

### Drugoplanowi
- Lilly (Kayla Maisonet) – przyjaciółka Taylor. Należy do klubu gąsienic.
- Emma (Brec Bassinger) – najlepsza przyjaciółka Taylor.
- Clay Bannister (Artie O'Daly) – krytyk kulinarny. Został wyrzucony z pracy, ponieważ szefowej wydawało się, że oszalał jak tłumaczył, że w cukierni są duchy. Później do niej wrócił jak znalazł dowody na straszenie.
- Penelope Pritchard (Ava Cantrell) – dziewczyna, która ma obsesję na punkcie lalek. Ma ich bardzo dużo.
- Meadow MacIntohs – przyjaciółka Taylor od drugiego sezonu. Widzi duchy, ale myśli, że to cyrkowcy.
- Mirabelle – dziewczyna Milesa, jest duchem tak jak on.

### Pozostali
- Sophie (Diamond White) – koleżanka Taylor.
- Nina (Tess Oswalt) – przyjaciółka Frankie.
- Linda (Tyra Colar) – koleżanka Taylor.
- Glenda – zła dziewczyna-duch, która lubi straszyć.

## Wersja polska
Wersja polska: na zlecenie Nickelodeon Polska – Start International Polska

Reżyseria: Andrzej Chudy

Dialogi polskie: Witold Surowiak

Dźwięk i montaż: Michał Skarżyński

Kierownictwo produkcji: Elżbieta Araszkiewicz

Nadzór merytoryczny: Katarzyna Dryńska

Wystąpili:
- Agata Paszkowska –
  - Taylor,
- Beata Jankowska-Tzimas – Michelle
- Natalia Jankiewicz – Frankie
- Tara (odc. 42)
- Kuba Zdrójkowski – Miles
- Maciej Maciejewski – Ray
- Michał Mostowiec – Louie

oraz:
- Julia Kołakowska –
  - Lilly,
  - Glenda (odc. 16)
- Klaudiusz Kaufmann –
  - Clay Bannister (odc. 1, 21),
  - sędzia konkursu naukowego (odc. 3),
  - Moppy (odc. 22),
  - pan Konrad (odc. 23)
- Julia Chatys –
  - Susan,
  - Lucy (odc. 38),
  - Violet (odc. 40)
- Magda Kusa –
  - Emma,
  - Penelopa Pritchard (odc. 6, 27)
- Marta Dobecka –
  - Sophie,
  - Eleonora Kravitz (odc. 12),
  - Blair (odc. 20),
  - sędzia Susan Smile (odc. 23),
  - Mirabelle (odc. 24, 30, 33-34, 36),
  - Savannah (odc. 34),
  - pani Davis (odc. 38),
  - mama Violet (odc. 40),
  - klientka (odc. 47),
  - Tracy Watson (odc. 48)
- Maciej Falana –
  - dzieciak z uszami Spocka (odc. 3, 11, 14, 31),
  - Barry Fink (odc. 11),
  - Teddy (odc. 15),
  - Billy (odc. 23)
- Bartosz Wesołowski –
  - James (odc. 4, 22),
  - Robby (odc. 30),
  - Scott Tomlinson (odc. 31, 33-34, 37, 40, 43, 45, 47-48),
  - Brian Davis (odc. 38)
- Olga Zaręba – Penelopa Pritchard (odc. 6, 20, 27, 42)
- Beniamin Lewandowski –
  - Warren (odc. 8),
  - Chester (odc. 13)
- Andrzej Chudy –
  - inspektor (odc. 9),
  - kurier (odc. 13),
  - Rusty (odc. 14),
  - dostawca piekarnika (odc. 14),
  - „Kapeć” (odc. 15),
  - Glenda w postaci potwora (odc. 16),
  - trener Barker (odc. 19, 31),
  - pan Dobson (odc. 21, 25, 41),
  - Olaf (odc. 27, 42),
  - sierżant Bugliari (odc. 30),
  - Stan (odc. 33),
  - Zielony Duch (odc. 37),
  - Oliver Loomis (odc. 44),
  - pracownik (odc. 44),
  - sęp (odc. 47),
  - członek rady duchów #3 (odc. 48),
  - Ted dozorca (odc. 48)
- Paweł Szczesny – Wielki Ronie (odc. 9)
- Jakub Szydłowski –
  - Skyler McPiece (odc. 10),
  - właściciel sklepu z ceramiką (odc. 15)
- Tomasz Steciuk – dyrektor Nelson (odc. 14, 27)
- Katarzyna Skolimowska –
  - reporterka (odc. 16),
  - pani Rosterson (odc. 17)
- Jakub Wieczorek –
  - Duke Preston (odc. 19),
  - pan Lauter (odc. 20),
  - Horast (odc. 24)
- Ewa Serwa –
  - pani Bannister (odc. 21),
  - członek rady duchów #2 (odc. 48)
- Maksymilian Michasiów –
  - King (odc. 25),
  - Chad (odc. 37)
- Tomasz Borkowski –
  - Kyle (odc. 25),
  - Lucien T. Devereaux (odc. 26, 42)
- Dominika Sell – Meadow MacIntosh (odc. 28, 31-32, 36, 38, 41, 46)
- Waldemar Barwiński –
  - sierżant Półchłop (odc. 29-30, 44),
  - właściciel sklepu z antykami (odc. 43)
- Martyna Kowalik – Phoebe Grzmotomocna (odc. 37)
- Jan Cięciara – Max Grzmotomocny (odc. 37)
- Julia Siechowicz – Nora Grzmotomocna (odc. 37)
- Mateusz Ceran – Billy Grzmotomocny (odc. 37)
- Artur Janusiak – Hank Grzmotomocny (odc. 37)
- Joanna Węgrzynowska – Barb Grzmotomocna (odc. 37)
- Marek Molak – Antonio (odc. 43)
- Agnieszka Kunikowska –
  - Linda Tomlinson (odc. 45),
  - Dean Shadow (odc. 47)
- Katarzyna Tatarak – Delores (odc. 45)
- Stefan Knothe –
  - dziadek Ed (odc. 45),
  - drzewo (odc. 47),
  - członek rady duchów #1 (odc. 48)
- Jacek Król

i inni
Piosenkę tytułową śpiewali: Beata Wyrąbkiewicz i Jacek Bończyk
Lektor: Andrzej Chudy

## Spis odcinków
| Seria | Odcinki | Premiera serii  | Finał serii  | Premiera serii       | Finał serii          |
| ----- | ------- | --------------- | ------------ | -------------------- | -------------------- |
| 1     | 26      | 13 lipca 2013   | 31 maja 2014 | 30 listopada 2013    | 18 października 2014 |
| 2     | 22      | 28 czerwca 2014 | 5 marca 2015 | 11 października 2014 | 30 września 2015     |